# Juri Kiriakidis
Juri Kiriakidis – grecki bokser, srebrny medalista Igrzysk Śródziemnomorskich 1997 w Bari. W półfinale igrzysk śródziemnomorskich przegrał z Francuzem Jean-Paulem Mendym.